# Lacaune
Lacaune è un comune francese di 2 704 abitanti situato nel dipartimento del Tarn nella regione dell'Occitania.

## Società

### Evoluzione demografica
Abitanti censiti